# Неоконфуцианство
Неоконфуцианство (кит. трад. 宋明理學, упр. 宋明理学, пиньинь Sòng-Míng lǐxué, сун-мин ли сюэ) — западное название синкретической китайской философской системы, сформировавшейся в XI—XVI веках (со времён династии Сун до династии Мин, что отражено в китайском названии школы). Эта система стала синтезом основных интеллектуальных традиций, существовавших в Китае того времени. Она оказала сильное влияние на интеллектуальную жизнь Японии, Кореи и Вьетнама.
Делая упор на конфуцианство, система неоконфуцианства интегрировала в себя элементы даосизма и буддизма.
Неоконфуцианству посвящена отдельная глава в «Истории Сун», написанной под редакцией Тогто и Оуян Сюаня в правление династии Юань. В ней она снова выступает под названием Даосюэ.

## Название
В самом общем смысле значение этого термина неоконфуцианство — это вся совокупность конфуцианских (или называющих себя таковыми) учений, созданных в Китае от XI в. до настоящего времени. В современной китайской литературе для обозначения реформированного конфуцианства часто используется калька с английского Neo-Confucianism 新儒家 (xīn rújiā). В более узком смысле, неоконфуцианство — это совокупность конфуциански ориентированных мыслителей от времён династии Сун до маньчжурской династии Цин. На это указывает второй термин: 宋明理學 (Sòng-Míng lǐxué).
Китайские самоназвания неоконфуцианства крайне многообразны. Современники и учёные, находившиеся в русле неоконфуцианской традиции, использовали совершенно иные определения:
1. «Сун сюэ» (宋學, sòngxué, сунское учение) — в этом смысле неоконфуцианство противопоставлялось школе Дун Чжуншу, которая также именовалась «Ханьским учением» (漢學).
2. «Дао сюэ» (道學, dàoxué, учение о Пути) — выражение претензии конфуцианцев на обладание знанием о пути к истине (Конфуций часто говорил о «передаче истинного Дао» 道統). В узком смысле — это обозначение учения пяти великих неоконфуцианцев династии Сун: Чжоу Дуньи, Чжан Цзая, братьев Чэн и Чжу Си. Однако чаще всего этот термин является синонимом ли сюэ и сун сюэ.
3. «Ли сюэ» (理學, lǐxué, учение о принципе) — Используется также термин 性理學 (xìnglǐxué, «учение о человеческой природе и мире идей»). Практически все конфуцианцы, жившие в последние 800 лет, причисляли себя к этому направлению, в том числе современные мыслители Фэн Юлань, Лян Шумин и др. Некоторые исследователи не согласны с таким определением.
4. 程學 (chéngxué, чэн сюэ) или 程朱學 (chéngzhūxué, чэн чжу сюэ) — «Учение [братьев] Чэн». Указывает на выдающихся мыслителей братьев Чэн Хао и Чэн И, которые, как часто указывается в современной литературе, заложили два противоположных течения в философском неоконфуцианстве 理學 (ли сюэ) и 心學 (синь сюэ). Иногда учение Чэн Хао именуется «Светлым Путём» 明道 (míngdào) в честь прозвища, которое он носил при жизни. Уточнение предыдущего термина служит указанием на самое конкретное значение «неоконфуцианства» как такового — учения братьев Чэн и величайшего систематизатора учения Конфуция, государственного деятеля, энциклопедиста, филолога, историка и текстолога Чжу Си. Чжу Си обобщил труды всех своих предшественников и создал учение, которое нередко определяется как чжусианство (это калька с японского 朱子学 сюсигаку).
5. «Ши сюэ» (實學, shíxué, учение о реальности) — Чжу Си использовал этот термин, указывая, во-первых, на отмежевание от буддизма и даосизма, которые, согласно его мнению, трактуют о «пустом» (虛 xū) и «небытии» (無 wú), то есть уходят от деятельности по управлению государством и перевоспитанию народа. В XVII—XVIII вв. так стали называть конфуцианцев-материалистов, которые стали призывать к согласованию теорий с реальной жизнью, особенно с практикой управления государством. Среди них особенно выделяются Ван Фучжи и Гу Яньу (顧炎武, 1613—1682).
6. «Синь сюэ» (心學, xīnxué, учение о сердце) — (Ван Янмин). Согласно Фэн Юланю, янминизм или неоконфуцианство эпохи Мин отличалось от чжусианства (сунского неоконфуцианства) более морально-идеалистическим характером.
7. 聖學 (shèngxué, шэн сюэ) — «Учение совершенномудрых», или «Учение о совершенномудрии». Этот термин использовал великий обновитель неоконфуцианства династии Мин (1368—1644), государственный деятель и философ Ван Янмин, чьё учение часто называют янминизмом. Значение термина двойственно: во-первых, это учение древних совершенномудрых правителей, предназначенное для царствующего императора, который также может стать подобным древним владыкам (отсюда синоним 帝學 или 王之學); во-вторых, — учение, которое позволит любому человеку достигнуть уровня древних совершенномудрых.

## Характерные черты
Если классическое конфуцианство (хань сюэ) было преимущественно этико-политическим учением (лишь Дун Чжуншу вводил диалектику взаимодействия инь и ян), то неоконфуцианство обогащает учение Конфуция онтологическими и натурфилософскими построениями. Уже у Чжоу Дуньи мы встречаем понятие тайцзи (太極, великого предела), Чжан Цзай вводит в конфуцианство материальный принцип ци и онтологизирует принцип закона-ли, а Чжу Си развивает учение о реальности-ши (實).

## Формирование основных школ
Тан (VII — X век): На этом этапе конфуцианцы полемизировали с буддистами. Если Хань Юй был непримиримым противником буддизма, то Ли Ао искал с ним точки пересечения.
Сун (X — XIII век): основоположниками неоконфуцианства считают «пятерых учителей эпохи Сун»: Чжоу Дуньи, Шао Юн, Чжан Цзай, Чэн Хао и Чэн И, однако наиболее разработанную неоконфуцианскую философскую систему создал Чжу Си (XII век), которая получила название ли сюэ (理学, Учение о принципе) или ши сюэ (實學, учение о реальности). Чжусианство формировалось в диалоге с даосизмом. Чжу Си опирался непосредственно на тексты Конфуция (Четверокнижие и Пятикнижие) и его учеников, но обратил внимание на менее развитые в древности проблемы космологии, теории познания и психологии. Главная особенность его учения — превращение этических норм человеческого общества в категории вселенского масштаба. В конце правления династии Сун, в 1241 году (подтверждено в 1313 году), под названием «ли сюэ» (理学) неоконфуцианство в чжусианской версии было положено в основу официальной идеологии, а к XVI в. заняло такое же место в Корее и Японии. В эпоху Юань оно также называлось «дао сюэ» (道學). Оппонентом Чжу Си был его друг, Лу Сяншань (Лу Цзююань, 1139—1192). Свои метафизические взгляды, связанные с буддизмом, он выразил в немногочисленных сочинениях, используя конфуцианскую терминологию.
Мин (XIV — XVII век): Ван Янмин (1472—1529), используя учение Мэн-цзы, создал философию действия, идейно близкую чань-буддизму. Его учение было связано с теорией Лу Цзююаня, получив известность как школа Лу-Ван (陆王学派) или «Учение Сердца» (心学, синь сюэ).

## Исторический фон
Учение Чжу Си стало обобщением нескольких направлений философской мысли, бытовавших в эпоху Сун. Фоном для их развития был активный экономический рост империи, сопровождавшийся спорами вокруг реформ Ван Аньши, а также проблемы внешней политики. Конфуцианская элита, представленная такими величинами как Сыма Гуан, Оуян Сю, Су Ши и др. выступала против радикальных нововведений Вана и его сторонников и немало способствовала сворачиванию реформ.
Несмотря на то, что сам Чжу Си поддерживал многие реформаторские начинания Ван Аньши, последующая доктринизация его учения стала показателем победы консерватизма. Неоконфуцианство получило статус основного идеологического направления, в то время как Ван Аньши оказался персоной нон грата, сопоставлявшейся с Ван Маном. Область интересов неоконфуцианства оказалась сосредоточена вокруг идей самосовершенствования, персональной этики и метафизики, в то время как политические и социальные проблемы оказались на периферии философской системы.
Подобные взгляды могли возобладать только в эпоху Мин, когда государство достигло высокой меры стабильности. После захвата Кайфэна чжурчжэнями (1127) и потери севера страны мыслители эпохи Сун были заняты вопросами безопасности, военного усиления и другими практическими вопросами.
Политическая атмосфера эпохи Сун способствовала взаимопроникновению различных религиозных и интеллектуальных течений: сам Ван Аньши и ряд его сторонников были южанами и впитали элементы буддийского мировоззрения, распространённого на Юге. Их реформаторская деятельность сочеталась с этикой благодеяния Махаяны. Оппоненты реформ в большинстве своём происходили с Севера, где более распространённым был даосизм. В сочетании с консерватизмом он, парадоксальным образом, сделал их поборниками «конфуцианского недеяния», в то время как в активности Вана буддизм, наоборот, приобрёл черты активной и обмирщённой идеологии. Последующее падение севера ускорило динамику слияния религиозных взглядов: конфуцианские мыслители восприняли буддийское понятие сердца-сознания и комплекс представлений о трансцендентном.
Эпоха правления монгольской династии Юань превратила ортодоксальное конфуцианство из государственной идеологии в одно из периферийных китайских учений, первоначально возведя в статус государственной идеологии элементы буддийской махаяны, транслируемой через посредство тибетской традиции буддизма. Однако монгольский двор со временем китаизировался. В 1315 году Буянту-хан при поддержке ряда неоконфуцианцев, связанных с его двором, возобновил государственные экзамены на должность. Ряд неоконфуцианцев играл значительную роль при дворе поздней Юань, среди них выделяется Оуян Сюань.
Монгольское владычество было свергнуто на волне религиозных беспорядков, носивших окраску народных апокалиптических верований. Наиболее значительный повстанческий вождь Чжу Юаньчжан, нуждаясь в гражданском администрировании захваченных территорий, привлёк к себе на службу целый ряд находившихся ранее не у дел южнокитайских интеллектуалов-неоконфуцианцев; когда в 1368 году он стал императором, неоконфуцианство, как символ восстановления в правах всех китайских национальных традиций (в противопоставление монгольским), вновь стало основной идеологией государства. При этом произошёл некоторый уклон в сторону конфуцианской ортодоксии, но он не отразился на авторитете Чжу Си.

## Иконография и литературные упоминания
Популярным иконографическим образом, символизирующим сопоставление трёх крупнейших философских учений Китая, является изображение Конфуция, Будды и Лао-цзы, собравшимися вокруг бадьи с уксусом — т. н. «Дегустация уксуса».
Лю Э, устами персонажей своего романа «Путешествие Лао Цаня» (начало XX века), так характеризует «три религии»: 
Конфуцианство, буддизм и даосизм — названия трёх религий. Но на самом деле они похожи скорее на вывески трёх мелочных лавок, хозяева которых желают подчеркнуть разницу между своими заведениями, в то время как во всех трёх лавках продаются совершенно одинаковые товары: и дрова, и рис, и масло, и соль. Только лавки конфуцианства и даосизма немного побольше, а лавка буддизма — поменьше. Остальное же всё сходно! (пер. В. Семанова)

## Выдающиеся неоконфуцианцы

### Китай

#### Сун
- «Пять учителей эпохи Сун»: Чжан Цзай, Чжоу Дуньи, Шао Юн, Чэн Хао, Чэн И
- «Четыре ученика братьев Чэн»: Ян Ши, Ю Цзо, Се Лянцзо, Люй Далинь
- Лу Сяншань, он же Лу Цзююань, 1139—1193
- Оуян Сю 1007—1072
- Су Ши, он же Су Дунпо, 1037—1101
- Чжу Си (1130—1200)
- Е Ши (1150—1223)
- Люй Цзуцянь
- Чжан Ши
- Ху Хун
- Ху Аньго

#### Юань
- Оуян Сюань
- Ма Дуаньлинь
- Чжао Фу
- Сюй Хэн
- Лю Инь

#### Мин
- Сун Лянь
- Ван Янмин (настоящие фамилия и имя — Ван Шоужэнь, однако в историю он вошёл под прозвищем «Янмин»)
- Ван Фучжи

#### Цин
- Янь Юань
- Дай Чжэнь
- Кан Ювэй

#### После 1911 года
Поскольку между представителями конфуцианской мысли имперского Китая и философами Китайской Республики и КНР есть заметная разница, философия, формирующаяся после 1911 года, называется не неоконфуцианством, а «новым конфуцианством» или «постконфуцианством». Его представителями считаются:
- Сюн Шили[англ.]
- Фэн Юлань
- Лян Шумин
- Моу Цзунсань
- Ду Вэймин[англ.]

### Япония
- Фудзивара Сэйка (1561—1619)
- Хаяси Радзан (1583—1657)
- Накаэ Тодзю (1608—1648)
- Ямадзаки Ансай (1619—1682)
- Кумадзава Бандзан (1619—1691)
- Ямага Соко (1622—1685)
- Ито Дзинсай (1627—1705)
- Кайбара Эккэн (ака Экикэн) (1630—1714)
- Арай Хакусэки (1657—1725)
- Огю Сорай (1666—1728)
- Накай Тикудзан (1730—1804)
- Осио Хэйхатиро (1793—1837)

### Корея
- Ан Хян (1243—1306)
- Ли Сэк (1328—1396)
- Чон Монджу (1337—1392)
- Чон Доджон (1342—1398)
- Киль Дже (1353—1419)
- Чон Инджи (1396—1478)
- Ким Чонджик (1431—1492)
- Чо Гванджо (1482—1519)
- Ли Хван Псевдоним Тхвеге (1501—1570)
- Чо Сик (1501—1572)
- Ли И (псевдоним Юльгок) (1536—1584)
- Сон Хон (1535—1598)
- Сон Сирёль (1607—1689)